# 九重京司
九重 京司（ここのえ きょうじ、1910年2月16日 - 1985年7月2日）は、日本の俳優、著述家（性神研究家）である。元助監督、元脚本家であり、小津安二郎の『東京の女』および『非常線の女』（1933年）に見習助監督としての記録がある。本名平塚 廣雄（ひらつか ひろお）。東京府知事、台湾総督府総務長官、貴族院勅選議員を歴任した平塚廣義は実父である。

## 人物・来歴

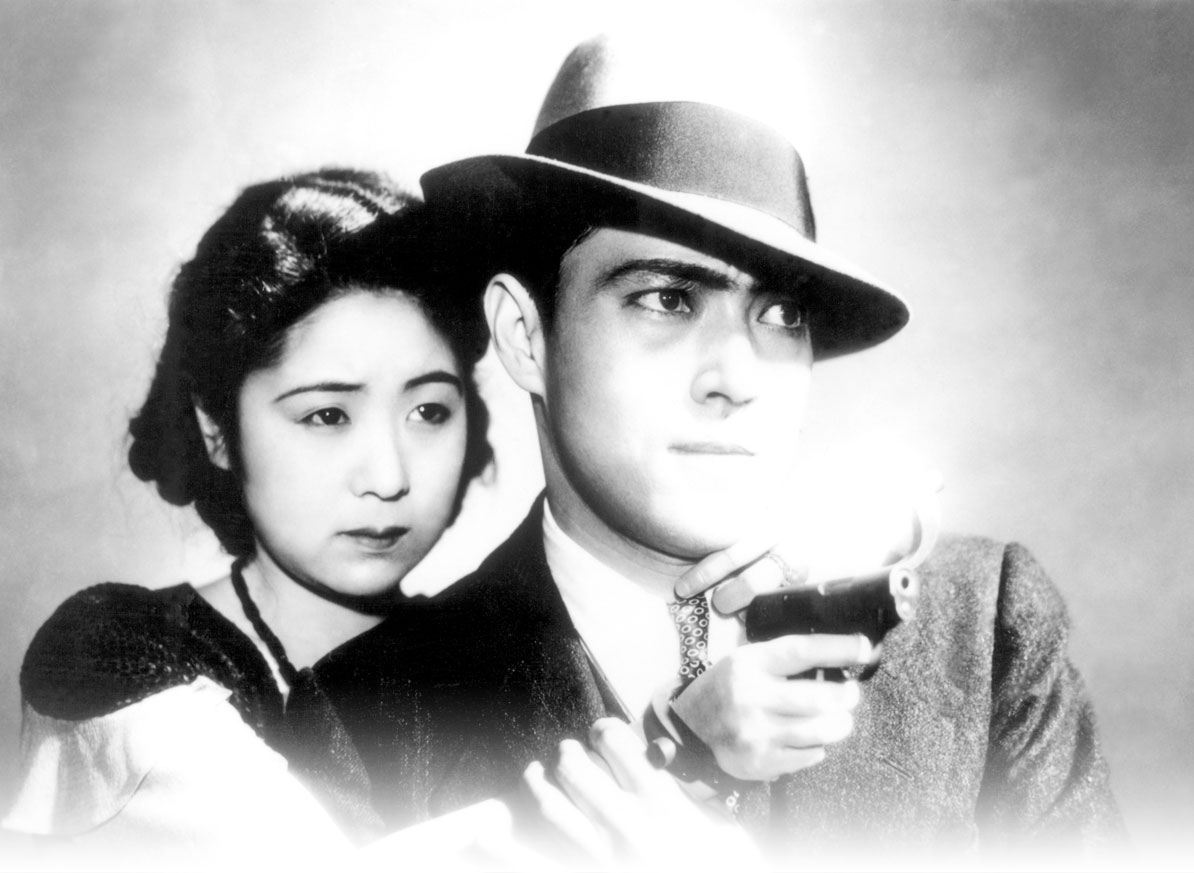
九重が満23歳で助監督を務めた『非常線の女』（1933年）。

### 小津安二郎の助監督から東宝劇団へ
1910年（明治43年）2月16日、長崎県長崎市に生まれる。父・平塚広義（1875年 - 1948年）は、当時は内務省の官僚であり、長男の廣雄（九重京司）は父が各地の知事を務めるたびに各地を転々とし、廣雄が15歳のころ、1925年（大正14年）9月16日には東京府知事に就任している。農芸化学者・文化功労者の平塚英吉（1888年 - 1984年）は父の弟であり、廣雄には叔父にあたる。
慶應義塾大学文学部英文科に入学、満21歳を迎えた1931年（昭和6年）3月、同学を卒業する。卒業後は、同年4月に三井生命保険に就職する。しかしながら俳優を志しており、新興キネマ京都撮影所に転職すべく画策するが、当時台湾総督府総務長官であった父の反対を受ける。阪急電鉄の創業者、小林一三の紹介を受けて、松竹キネマに入社、助監督として松竹蒲田撮影所に配属になる。1933年（昭和8年）2月9日に公開された小津安二郎（1903年 - 1963年）が監督したサイレント映画『東京の女』、同年4月27日に公開された同監督の『非常線の女』の「監督補助」（フォース助監督）としてクレジットされた記録が残る。
同年中には、小林が経営する東京宝塚劇場本社（現在の東宝）に移籍した。同社では、建設中であった東京宝塚劇場が翌1934年（昭和9年）1月1日に開場、同劇場で結成した東宝劇団（第一次）の俳優になる。その後、同社で昇進し本社事業部長を任命され、そのまま日本は第二次世界大戦に突入していくなか、1942年（昭和17年）に結婚して、家庭を築く。この時期、事業部長として東宝移動劇に関わっており、志賀口正雄を伴い、1940年（昭和15年）9月30日の夜11時に古川緑波邸を訪れている。東京宝塚劇場は、1943年（昭和18年）12月、系列会社の東宝映画を吸収合併して東宝になる。同年、九重は、自らが演出を務めていた「東宝舞踊隊」の大陸慰問記として、『花の戦記』を上梓している。1945年（昭和20年）8月15日、大戦が終結、同年末には東京宝塚劇場が占領軍に接収され「アーニー・パイル劇場」になるが、九重は占領軍のための将校クラブを経営する。同年12月24日の『古川ロッパ昭和日記』によれば、「すきや橋畔の、キャバレエー目下準備中で明いてゐるから」と古川に好意で稽古場を貸している。1950年（昭和25年）には、震災に焼けた明治座が再建され、同年11月30日に開場、九重は同座の文芸部長に就任する。

### 44歳で経営者から映画俳優に転向
1952年（昭和27年）には明治座を退き、文筆活動を行っていたが、1954年（昭和29年）、新国劇の辰巳柳太郎に推薦され、同年に製作再開した日活が製作し、辰巳が主演した『平手造酒』（監督滝沢英輔）に出演、同作は同年10月19日に公開され、これが映画俳優としてのデビュー作である。九重はすでに満44歳になっていた。同作公開後、兵庫県宝塚市の宝塚映画製作所に入社、同年12月8日・15日に公開された志村敏夫（1914年 - 1980年）の監督作『照る日くもる日 前後篇』に役を得て、以降、同撮影所で志村敏夫作品を中心に出演する。1956年（昭和31年）、志村が新東宝に移籍したのを機に九重も移籍、同年8月22日に公開された志村監督の『君ひとすじに 完結篇』に出演する。新東宝では、志村のもとで脚本を執筆、村山俊郎と共同執筆した『新妻鏡』、北村秀敏とともに執筆した『関八州大利根の対決』がそれぞれ同年9月26日、翌1957年（昭和32年）1月27日に公開されている。脚本は本名でクレジットされたが、出演もした『関八州大利根の対決』では、役者としては九重の名でクレジットされた。1961年（昭和36年）8月31日の新東宝の倒産まで、数多くの同社の作品に脇役俳優として出演した。
新東宝の倒産後は、配給部門を分社化して設立された大宝が配給した『黒と赤の花びら』（監督柴田吉太郎）に出演、同作は翌1962年1月14日に公開された。新東宝の社長であった大蔵貢が経営する大蔵映画が、製作を開始すると、第1作の超大作『太平洋戦争と姫ゆり部隊』（監督小森白、1962年4月7日公開）、同作の前に公開され、いわゆる「ピンク映画第1号」と呼ばれる『肉体の市場』（監督小林悟、同年2月27日公開）に出演、以降、同社の作品を中心に数多くの成人映画に出演した。『日本映画発達史』の田中純一郎は、同書のなかで黎明期の成人映画界のおもな出演者として、扇町京子、橘桂子、城山路子（光岡早苗と同一人物）、内田高子、香取環、新高恵子、松井康子、西朱実、朝日陽子、火鳥こずえ、華村明子、森美沙、湯川美沙、光岡早苗、路加奈子、有川二郎、里見孝二、川部修詩、佐伯秀男の名を挙げているが、九重の名は挙げられていない。しかしながら九重は、『肉体の市場』や、それに先行する新東宝時代の『続・性と人間』（監督木元健太・小林悟、1961年1月3日公開）、あるいはそれにつづく『不完全結婚』（監督木元健太・小林悟、1962年5月1日公開）といった成人映画にすら出演しており、黎明期の成人映画界を支えた俳優であるといえる。
神奈川県藤沢市片瀬に居を構え、1970年代以降は、映画出演の傍ら「性神研究家」として研究にいそしみ、文筆活動を行い、講演も行った。1975年（昭和50年）2月から同年6月まで、『週刊文春』（文藝春秋）に「あるピンク男優の告白」として『テント虫一代』を連載する。1976年（昭和51年）10月16日には、「大宮先生」役で出演した日仏合作映画『愛のコリーダ』（監督大島渚）が日本でも公開された。同年、性神についての最初の単著『ふるさとの性神』を双葉社から上梓する。満69歳のときに出演し、1979年（昭和54年）6月に公開された『少女縄化粧』（監督渡辺護）が俳優としての遺作に当たる。日野繭子の父親役であった。同年8月から翌1980年（昭和55年）10月まで、『宝石』（光文社）に『艶談・女のまんげ鏡』を連載した。この年、九重は満70歳を迎えた。
1985年（昭和60年）7月2日、18時9分に心不全のため死去した。満75歳没。墓所は多磨霊園。

## フィルモグラフィ
特筆以外はすべて「九重京司」名義、「出演」である。東京国立近代美術館フィルムセンター（NFC）等の所蔵状況についても記す。

### 1930年代
- 『東京の女』 : 監督小津安二郎、原作エルンスト・シュワルツ、脚色野田高梧・池田忠雄、主演岡田嘉子、製作松竹蒲田撮影所、配給松竹キネマ、1933年2月9日公開（帝国館） - 「平塚広雄」名義で監督補助（フォース）、46分の上映用プリントをNFCが所蔵
- 『非常線の女』 : 監督小津安二郎、原案ゼームス・槇、脚色池田忠雄、主演田中絹代、製作松竹蒲田撮影所、配給松竹キネマ、1933年4月27日公開（帝国館） - 「平塚広雄」名義で監督補助（フォース）、120分の上映用プリントをNFCが所蔵

### 1950年代
- 『平手造酒』 : 監督滝沢英輔、脚本菊島隆三、主演辰巳柳太郎、製作・配給日活、1954年10月19日公開 - 出演[1][3]
- 『照る日くもる日 前篇』 : 監督志村敏夫、原作大佛次郎、脚本松浦健郎、助監督竹前重吉、主演嵐寛寿郎、製作宝塚映画製作所、配給東宝、1954年12月8日公開 - 出演・「畑中友造」役
- 『照る日くもる日 後篇』 : 監督志村敏夫、原作大佛次郎、脚本松浦健郎、助監督竹前重吉、主演嵐寛寿郎、製作宝塚映画製作所、配給東宝、1954年12月15日公開 - 出演・「畑中友造」役

- 『右門捕物帖 献上博多人形』 : 監督志村敏夫、原作佐々木味津三、脚本森川太郎・加味鯨児、助監督竹前重吉、主演嵐寛寿郎、製作宝塚映画製作所、配給東宝、1955年4月12日公開 - 出演・「青江玄蕃」役
- 『旗本やくざ』 : 監督志村敏夫、原作山中貞雄、脚本梶金太郎、助監督竹前重吉、主演嵐寛寿郎、製作宝塚映画製作所、配給東宝、1955年5月18日公開 - 出演・「浪人」役
- 『海の小扇太』 : 監督志村敏夫、原作林房雄、脚本伏見晃・志村敏夫、助監督竹前重吉、主演中村扇雀、製作宝塚映画製作所、配給東宝、1955年6月29日公開 - 出演・「金三郎の家臣」役
- 『疾風の晴太郎』 : 監督佐藤幸也・倉谷勇、脚本加味鯨児・奥沢二郎、助監督竹前重吉、主演沖諒太郎、製作宝塚映画製作所、配給東宝、1955年7月12日公開 - 出演・「浪人佐々間透馬」役
- 『右門捕物帖 恐怖の十三夜』 : 監督志村敏夫、原作佐々木味津三、脚本竹井諒・森川太郎、助監督竹前重吉、主演嵐寛寿郎、製作宝塚映画製作所、配給東宝、1955年10月12日公開
- 『復讐淨瑠璃坂 第一部 鬼伏峠の襲撃』 : 監督二川文太郎・並木鏡太郎、原作直木三十五、脚本竹井諒・加味鯨児、助監督竹前重吉、主演嵐寛寿郎、製作宝塚映画製作所、配給東宝、1955年12月11日公開

- 『白井権八』 : 監督安田公義、原作舟橋聖一、脚本舟橋和郎、助監督山本博三、主演中村扇雀、製作宝塚映画製作所、配給東宝、1956年2月12日公開
- 『鞍馬天狗 御用盗異変』 : 監督並木鏡太郎、原作大佛次郎、脚本鏡二郎、助監督竹前重吉、主演嵐寛寿郎、製作宝塚映画製作所、配給東宝、1956年3月13日公開
- 『恋すがた狐御殿』 : 監督中川信夫、構成白井鐡造、原作北條秀司、脚本笠原良三、助監督竹前重吉、主演中村扇雀、製作宝塚映画製作所、配給東宝、1956年5月17日公開
- 『疾風!鞍馬天狗』 : 監督並木鏡太郎、原作大佛次郎、脚本松浦健郎・大和久守正、助監督竹前重吉、主演嵐寛寿郎、製作宝塚映画製作所、配給東宝、1956年6月8日公開
- 『君ひとすじに 完結篇』 : 監督志村敏夫、原作中江良夫、脚本館岡謙之助・村山俊郎、助監督瀬川昌治、主演久保菜穂子、製作・配給新東宝、1956年8月22日公開 - 出演・「黒木三蔵」役
- 『新妻鏡』 : 監督志村敏夫、原作小島政二郎、主演高島忠夫・池内淳子、製作・配給新東宝、1956年9月26日公開 - 村山俊郎とともに「平塚広雄」名義で脚本

- 『海の三等兵』 : 監督志村敏夫、原作日吉太郎、脚本中田竜雄・坂倉英一、助監督瀬川昌治、主演宇津井健、製作・配給新東宝、1957年1月13日公開 - 出演・「隠居」役
- 『関八州大利根の対決』 : 監督志村敏夫、助監督小野田正彦、主演天城竜太郎、製作・配給新東宝、1957年1月27日公開（映倫番号 10004） - 出演・「笠井庄助」役および北村秀敏とともに「平塚広雄」名義で脚本
- 『死刑囚の勝利』 : 監督志村敏夫、原作宮下幻一郎、脚本中村純一、助監督渡辺祐介、主演天城竜太郎、製作・配給新東宝、1957年4月3日公開（映倫番号 10108） - 出演・「田中警部」役
- 『剣聖 暁の三十六番斬り』（『剣聖暁の三十六人斬り』） : 監督山田達雄、脚本松本功・北村秀敏、助監督下村堯二、主演嵐寛寿郎、製作・配給新東宝、1957年4月30日公開（映倫番号 10061） - 出演・「大道寺平馬」役
- 『怒濤の兄弟』 : 監督志村敏夫、脚本猪俣勝人・鈴木岬一、主演花岡菊子、製作・配給新東宝、1957年6月5日公開（映倫番号 10165） - 出演・「工藤祐作」役
- 『怪談累が渕』（改題『怪談 かさねが渕』） : 監督中川信夫、原作三遊亭圓朝、脚本川内康範、助監督石川義寛、主演若杉嘉津子、製作・配給新東宝、1957年7月10日公開（成人映画・映倫番号 10183） - 出演・「羽生屋三五郎(お久の父)」役
- 『海女の戦慄』 : 監督志村敏夫、脚本内田弘三・坂倉英一、助監督渡辺祐介、主演前田通子、製作・配給新東宝、1957年7月23日公開（映倫番号 10235） - 出演・「木島信吾」役
- 『白蝋城の妖鬼』 : 監督曲谷守平、原作島木春雄、脚本西沢裕・丸谷剛、助監督土居通芳、主演和田孝、製作・配給新東宝、1957年7月30日公開（映倫番号 10255） - 出演・「前田恭之進」役
- 『続・若君漫遊記 金比羅利生剣』 : 監督加戸野五郎、原作伍堂徹二、脚本関沢新一、主演明智十三郎、製作・配給新東宝、1957年9月8日公開（映倫番号 10296） - 出演・「山崎甲斐守」役
- 『妖蛇荘の魔王』 : 監督曲谷守平、脚本赤坂長義・土居通芳、助監督土居通芳、主演明智十三郎、製作富士映画、配給新東宝、1957年10月22日公開（映倫番号 10395） - 出演・「吉岡刑事」役
- 『重臣と青年将校 陸海軍流血史』 : 監督土居通芳、脚本村山俊郎、主演細川俊夫、製作・配給新東宝、1957年11月30日公開（映倫番号 10802） - 出演・「杉山元」役
- 『将軍家光と天下の彦左』 : 監督中川信夫、原案西村俊一、脚本内田弘三、助監督石川義寛、主演中山昭二・古川緑波、製作・配給新東宝、1957年12月28日公開（映倫番号 10447） - 出演・「柳生飛騨守」役

- 『金語楼の成金王』 : 監督曲谷守平、原作川内康範、脚本銀座八郎、助監督土居通芳、主演柳家金語楼、製作・配給新東宝、1958年1月3日公開（映倫番号 10387） - 出演・「清水七郎」役
- 『色競べ五人女』 : 監督加戸野五郎、脚本関沢新一・小池淳、主演和田桂之助、製作・配給新東宝、1958年3月9日公開（映倫番号 10537） - 出演・「市川団十郎」役
- 『天皇・皇后と日清戦争』 : 総指揮・原作大蔵貢、監督並木鏡太郎、脚本館岡謙之助、主演嵐寛寿郎、製作・配給新東宝、1958年3月14日公開（映倫番号 10446） - 出演・「岡沢少将(侍従武官長)」役
- 『不如帰』 : 監督土居通芳、原作徳富蘆花、脚本村山俊郎・小山一夫、主演和田桂之助・高倉みゆき、製作・配給新東宝、1958年5月24日公開（映倫番号 10635） - 出演・「田崎」役
- 『怪談乳房榎』 : 監督加戸野五郎、原作三遊亭圓朝、脚本田辺虎男、助監督武部弘道、主演中村彰・若杉嘉津子、製作・配給新東宝、1958年7月13日公開（映倫番号 10732） - 出演・「巴屋新兵衛」役
- 『隠密将軍と喧嘩大名 前後篇』 : 監督並木鏡太郎、原作陣出達朗、脚本宮川一郎・鏡二郎、主演嵐寛寿郎、製作・配給新東宝、1958年9月7日公開（映倫番号 不明） - 出演・「荒川主馬」役
- 『白線秘密地帯』 : 監督石井輝男、脚本内田弘三、助監督下村堯二、主演宇津井健、製作・配給新東宝、1958年9月21日公開（成人映画・映倫番号 10754） - 出演・「松崎」役
- 『侠艶小判鮫 前後篇』 : 監督中川信夫、脚本藤島二郎・石川義寛、主演嵐寛寿郎、製作・配給新東宝、1958年11月8日公開（映倫番号 不明） - 出演・「保科甲斐守」役

- 『大東亜戦争と国際裁判』 : 製作総指揮大蔵貢、監督小森白、脚本館岡謙之助、主演高田稔、製作・配給新東宝、1959年1月3日公開（映倫番号 10898） - 出演・「嶋田大将」役
- 『金語楼の三等兵』 : 監督曲谷守平、原案有崎勉、脚本川内康範、主演柳家金語楼、製作・配給新東宝、1959年1月15日公開（映倫番号 10897） - 出演・「白川大将」役
- 『剣姫千人城』 : 監督加戸野五郎、原作貴司山治、脚本赤坂長義、主演宇治みさ子、製作・配給新東宝、1959年2月11日公開（映倫番号 11032） - 出演・「蜂須賀阿波守」役
- 『無警察』 : 監督小森白、脚本金田光夫、主演天知茂、製作・配給新東宝、1959年4月17日公開（映倫番号 11110） - 出演・「今泉信蔵」役
- 『暴力娘』 : 監督曲谷守平、脚本渡辺祐介・曲谷守平、主演万里昌代、製作富士映画、配給新東宝、1959年7月4日公開（映倫番号 11120） - 出演・「星山」役
- 『海女の化物屋敷』 : 監督曲谷守平、脚本杉本彰・赤司直、助監督橋田寿久年、主演三原葉子、製作・配給新東宝、1959年7月4日公開（映倫番号 11274） - 出演・「差配辰見」役
- 『九十九本目の生娘』 : 監督曲谷守平、原作大河内常平、脚本高久進・藤島二郎、助監督橋田寿久年、主演菅原文太、製作・配給新東宝、1959年9月12日公開（映倫番号 11347） - 出演・「高津秀隆(刀剣鑑定家)」役
- 『明治大帝と乃木将軍』 : 製作総指揮・原作大蔵貢、監督小森白、脚本館岡謙之助、主演嵐寛寿郎、製作・配給新東宝、1959年11月1日公開（映倫番号 11418） - 出演・「岡沢中将」役
- 『海豹の王』 : 監督三輪彰、原案西田一夫、脚本内田弘三、主演宇津井健、製作・配給新東宝、1959年12月1日公開（映倫番号 不明） - 出演・「上杉豊太」役
- 『東海道 弥次喜多珍道中』 : 製作・監督近江俊郎、脚本近江俊郎・松井稔、主演由利徹・南利明、製作富士映画、配給新東宝、1959年12月27日公開（映倫番号 11520） - 出演・「河合甚左衛門」役

### 1960年代
- 『爆弾を抱く女怪盗』 : 監督土居通芳、脚本土居通芳・大貫正義、主演高倉みゆき、製作・配給新東宝、1960年2月7日公開（映倫番号 11563） - 出演・「佐伯慶一」役
- 『美男買います』 : 監督曲谷守平、脚本渡辺祐介、主演菅原文太、製作・配給新東宝、1960年2月21日公開（映倫番号 12083） - 出演・「相沢幸之進」役
- 『女体渦巻島』 : 監督・脚本石井輝男、助監督武部弘道、主演天知茂・三原葉子、製作・配給新東宝、1960年2月27日公開（成人映画・映倫番号 11794） - 出演、64分の上映用プリントをNFCが所蔵
- 『若社長と爆発娘』 : 製作・監督近江俊郎、脚本松井稔、主演高島忠夫・大空真弓、製作富士映画、配給新東宝、1960年3月6日公開（映倫番号 11842） - 出演・「由美の父太郎十兵」役
- 『三人の女強盗』 : 監督小林悟、脚本松木功・北村秀敏、主演御木本伸介・高友子・左京路子・万里昌代、製作・配給新東宝、1960年3月26日公開（映倫番号 11820） - 出演・「女衒」役
- 『太平洋戦争 謎の戦艦陸奥』 : 監督小森白、脚本葉山浩三・七条門、主演天知茂、製作・配給新東宝、1960年4月1日公開（映倫番号 11861） - 出演・「古賀峯一」役
- 『爆発娘罷り通る』 : 製作・監督近江俊郎、脚本近江俊郎・松井稔、主演大空真弓、製作富士映画、配給新東宝、1960年5月14日公開（映倫番号 11791） - 出演・「中尾」役
- 『女と命をかけてブッ飛ばせ』 : 監督曲谷守平、脚本鈴木岬一・米谷純一、主演宇津井健、製作・配給新東宝、1960年5月21日公開（映倫番号 11773） - 出演・「島田部長」役
- 『皇室と戦争とわが民族』 : 監督小森白、脚本内田弘三、主演嵐寛寿郎、製作・配給新東宝、1960年6月11日公開（映倫番号 11819） - 出演・「梅津参謀総長」役
- 『怪談海女幽霊』 : 監督加戸野五郎、脚本松本功、助監督渡辺祐介、主演明智十三郎、製作・配給新東宝、1960年7月8日公開（映倫番号 11470） - 出演・「宮内進太郎」役
- 『女獣』 : 監督曲谷守平、脚本葉山浩三・志原弘、主演小畠絹子、製作・配給新東宝、1960年8月19日公開（映倫番号 11810） - 出演・「栗林」役
- 『裸の谷間』 : 製作大蔵満彦、監督小林悟、脚本七条門・福田良二、主演菅原文太、製作・配給新東宝、1960年9月17日公開（映倫番号 12002） - 出演・「佐久間一真」役
- 『蛇精の淫』 : 監督曲谷守平、脚本田辺虎男、助監督小川清一、主演小畑絹子、製作富士映画、配給新東宝、1960年9月19日公開（映倫番号 11895） - 出演・「村医師（村医者村井）」役
- 『弥次喜多珍道中 中仙道の巻』 : 製作・監督近江俊郎、脚本松井稔、主演由利徹・南利明、製作富士映画、配給新東宝、1960年10月29日公開（映倫番号 11848） - 出演・「家老」役
- 『怒号する巨弾』 : 監督石川義寛、脚本石川義寛・藤島二郎、主演宇津井健、製作・配給新東宝、1960年11月12日公開（映倫番号 11978） - 出演・「志賀洋一」役
- 『凸凹珍道中』 : 製作・監督近江俊郎、脚本松井稔・近江俊郎、主演由利徹・南利明、製作富士映画、配給新東宝、1960年12月27日公開（映倫番号 11778） - 出演・「温泉客男」役、73分の上映用プリントをNFCが所蔵

- 『続・性と人間』 : 監督木元健太・小林悟、脚本樹沢勇、主演三条魔子、製作純潔映画研究会、配給新東宝、1961年1月3日公開（成人映画・映倫番号 12090） - 出演・「父秀夫」役
- 『セクシー地帯』 : 監督・脚本石井輝男、助監督深町幸男・武部弘道、主演三原葉子・吉田輝雄、製作・配給新東宝、1961年1月9日公開（映倫番号 12032） - 出演・「森川荘介」役、82分の上映用プリントをNFCが所蔵
- 『恋愛ズバリ講座』 : 監督三輪彰・石川義寛・石井輝男、製作・配給新東宝、1961年1月21日公開（オムニバス・映倫番号 12171）
  - 『第一話 吝嗇』 : 監督三輪彰、脚本武部弘道・神谷吉彦・中村経美、構成並木鏡太郎・土居通芳、主演天知茂・小畠絹子 - 出演・「部長」役
- 『風流滑稽譚 仙人部落』 : 監督曲谷守平、原作小島功、脚本松木功、主演沼田曜一・大空真弓、製作・配給新東宝、1961年2月8日公開（映倫番号 12180） - 出演・「松山種圧（部落長）」役
- 『風雲新撰組』 : 監督毛利正樹、脚本田辺虎男、主演嵐寛寿郎、製作綜芸プロダクション、配給新東宝、1961年5月17日公開（映倫番号 12269） - 出演・「山南敬助」役

- 『黒と赤の花びら』 : 製作佐川滉、監督柴田吉太郎、原作牧源太郎、脚本宮川一郎・柴田吉太郎、主演天知茂、製作佐川プロダクション、配給大宝、1962年1月14日公開（成人映画・映倫番号 12708） - 出演・「××海上保険重役」役、16mmフィルム版上映用プリントが2009年に発掘・上映[21]
- 『俺が裁くんだ』 : 監督橋田寿久年、脚本飯田光雄・渡辺祐介、主演松原緑郎、製作・配給日活、1962年2月11日公開（映倫番号 12391） - 出演・「令嬢風の女の父親」役
- 『肉体の市場（英語版）』 : 製作池田一夫、監督小林悟、主演香取環、製作協立映画、配給大蔵映画、1962年2月27日公開（成人映画・映倫番号 12474） - 出演[1]、『肉体市場』題の21分の短縮版上映用プリントをNFCが所蔵
- 『太平洋戦争と姫ゆり部隊』 : 総指揮・企画・原作大蔵貢、監督小森白、脚本館岡謙之助・七條門・金田光夫、助監督高橋典、主演嵐寛寿郎、製作大蔵映画、配給大映、1962年4月7日公開（映倫番号 12407） - 出演、133分の上映用プリントをNFCが所蔵
- 『不完全結婚』 : 監督木元健太・小林悟、脚本木谷健一、助監督小川欽也、主演松原緑郎・香取環、製作純潔映画研究会、配給大蔵映画、1962年5月1日公開（成人映画・映倫番号 12787） - 出演、57分の上映用プリントをNFCが所蔵
- 『好色 森の石松』 : 製作篠井公平、企画並木謹也、監督大貫正義、脚本村井実、主演柳家小せん (4代目)・内田高子、製作創映、配給新東宝興業、1962年5月公開（成人映画・映倫番号 不明） - 出演、74分の上映用プリントをNFCが所蔵
- 『沖縄怪談逆吊り幽霊 支那怪談死棺破り』 : 監督小林悟・邵羅輝、脚本金田光夫・松井稔、助監督小川欽也・遠山慎介、主演香取環・白蓉、製作大蔵映画・東方影業、配給大蔵映画、1962年6月13日公開（映倫番号 12826） - 出演・「玄海和尚」役

- 『海女の怪真珠』 : 製作・原作大蔵貢、監督小林悟、脚本岡戸利秋・金田光夫、主演梅若正二・泉京子、製作東方影業社、配給大蔵映画、1963年1月1日公開（成人映画・映倫番号 12909） - 出演・「梶原」役、82分の上映用プリントをNFCが所蔵
- 『性の変則』 : 製作・原作大蔵貢、監督小林悟、脚本金田光夫、主演一條美矢子、製作・配給大蔵映画、1963年4月25日公開（成人映画・映倫番号 13122） - 出演・「勝山康造」役
- 『怪談異人幽霊』 : 製作・原作大蔵貢、監督小林悟、脚本金田光夫・小林悟、助監督小川欽也、主演一條美矢子・梅若正二、製作・配給大蔵映画、1963年6月2日公開（映倫番号 13212） - 出演・「裁判長」役、70分の上映用プリントをNFCが所蔵
- 『女犯の掟』 : 製作鷲尾飛天丸、監督小林悟、脚本町田捷平、主演江波志郎・小原絹子、製作・配給日本シネマフィルム、1963年6月25日公開（成人映画・映倫番号 13268） - 出演・「甚兵衛」役、57分の上映用プリントをNFCが所蔵

- 『忍者部隊月光』 : 監督土屋啓之助、原作吉田竜夫、主演水木襄、製作NAC、1964年1月3日 - 1966年3月31日放映（連続テレビ映画・全118回）
- 『悪のもだえ』 : 製作・企画千葉実、監督若松孝二、脚本五代道夫、主演寺島幹夫・松井康子、製作・配給日本シネマフィルム、1964年1月公開（成人映画・映倫番号 13431） - 出演、61分の上映用プリントをNFCが所蔵
- 『妾』 : 製作菜穂俊一・矢元照雄、監督小川欽也、脚本芳賀呉雄、主演牧和子、製作・配給国映、1964年5月1日公開（成人映画・映倫番号 13538） - 出演
- 『怪談残酷幽霊』 : 製作・原作大蔵貢、監督小林悟、脚本小林悟・小川俊夫、助監督小川欽也、主演大友純、製作・配給大蔵映画、1964年5月17日公開（映倫番号 13530） - 出演・「軍令部長」役

- 『雌めす牝』（めすめすめす） : 監督小川欽也、脚本矢口仁三、主演久爾さと子、製作・配給大蔵映画、1965年1月公開（成人映画・映倫番号 13810） - 出演、69分の上映用プリントをNFCが所蔵
- 『変態』 : 製作鷲尾飛天丸、企画千葉実、監督志賀隆・西田洋、脚本西田洋、助監督伊藤直、主演桜さゆり、製作・配給日本シネマフィルム、1965年3月公開（成人映画・映倫番号 13873） - 主演、74分の上映用プリントをNFCが所蔵
- 『甘い陶酔』 : 監督鶴巻次郎、主演福光康子、製作信和プロダクション、配給新東宝興業、1965年4月公開（成人映画・映倫番号 不明） - 出演・「山村泰三(東西交易社長)」役
- 『鎖の女』 : 製作祖父江羊己、企画城神郎、監督鶴巻次郎、脚本伴照夫、主演福光康子、製作中映プロダクション、1965年5月公開（成人映画・映倫番号 13925） - 出演・「松井」役
- 『肉体の報酬』 : 監督・脚本西原儀一、主演新高恵子、製作・配給葵映画、1965年9月公開（成人映画・映倫番号 14155）
- 『肉の炎』 : 製作関口徹、監督高橋克臣、脚本杉森七郎、主演麻木正美、製作創作65集団、配給センチュリー映画社、1965年11月公開（成人映画・映倫番号 14135） - 出演・「沢田先生」役
- 『夜ごとの牝猫』 : 監督・原案小川欽也、脚本前原昭児、主演城山路子、製作・配給大蔵映画、1965年11月公開（成人映画・映倫番号 14256） - 出演・「迫田」役
- 『素肌のおんな』（『素肌の女』） : 製作・企画河野詮、監督小川欽也、脚本前原昭児、主演扇町京子、製作JOプロダクション、1965年11月公開（成人映画・映倫番号 不明） - 主演、68分の上映用プリントをNFCが所蔵
- 『熟した汗』 : 製作菜穂俊一、企画井上猛夫、監督遠藤芙未夫、脚本奥脇敏夫、主演谷口朱里、製作ナオプロダクション、配給センチュリー映画社、1965年12月公開（成人映画・映倫番号 14210） - 出演・「老刑事」役

- 『獣の欲望』 : 製作本橋豊重、企画斉藤隆志、監督南部泰三、脚本樹田駿介、主演朝日陽子、製作豊映プロダクション、配給日本シネマ、1966年2月公開（成人映画・映倫番号 14296） - 出演、76分の上映用プリントをNFCが所蔵
- 『嵐の女体』 : 監督小川欽也、主演美矢かほる、製作・配給大蔵映画、1966年3月公開（成人映画・映倫番号 14349）
- 『欲望の異常者』 : 監督小川欽也、主演扇町京子、製作・配給大蔵映画、1966年6月公開（成人映画・映倫番号 不明）
- 『甘い体臭』 : 製作人見至門・長谷憲児、企画城神郎、監督小林悟、脚本伴照夫、主演桝田邦子、製作アルスプロダクション、配給関東映配、1966年8月公開（成人映画・映倫番号 14617） - 出演・「田所禎造(会社社長)」役
- 『あなたの留守に?』 : 監督小川欽也、主演新高恵子、製作・配給大蔵映画、1966年8月公開（成人映画・映倫番号 14610）
- 『禁じられた乳房』 : 監督小川欽也、脚本五里木純一郎、主演新高恵子、製作・配給大蔵映画、1966年10月公開（成人映画・映倫番号 14679） - 出演、71分の上映用プリントをNFCが所蔵

- 『花の色道』 : 監督小川欽也、脚本中山浩二・小川欽也、主演火鳥こずえ、製作・配給大蔵映画、1967年3月21日公開（成人映画・映倫番号 14874）
- 『泣きどころ』 : 製作菜穂俊一、企画日映フィルム、監督小川欽也、脚本中山浩二、主演火鳥こずえ、製作・配給ワールド映画、1967年4月公開（成人映画・映倫番号 不明）
- 『処女ざくら』 : 製作・企画菜穂俊一、監督奥脇敏夫、脚本吉岡太郎、主演飛鳥公子・左京未知子、製作・配給ワールド映画、1967年4月公開（成人映画・映倫番号 不明）
- 『処女未練』 : 製作納庄寛城、企画江戸川実、監督向井寛、脚本宗豊、主演武藤周作・星河恵、製作日本芸術協会、配給日本シネマフィルム、1967年5月公開（成人映画・映倫番号 不明） - 出演、63分の上映用プリントをNFCが所蔵
- 『若い刺激』 : 製作藤宏、監督・脚本武田有生、主演泉ユリ・森達也、製作武田プロダクション、配給大蔵映画、1967年6月24日公開（成人映画・映倫番号 14931）
- 『性の三悪』 : 監督小川欽也、主演谷ナオミ、製作・配給大蔵映画、1967年8月1日公開（成人映画・映倫番号 15016）
- 『激しい交歓』 : 企画松田武美、監督東元薫、脚本浜多加志、主演松井康子、製作・配給日映企画、1967年8月公開（成人映画・映倫番号 不明）
- 『女子大生の禁じられた花園』 : 監督小川欽也、脚本中山宏二・小川欽也、主演光陽子、製作・配給大蔵映画、1967年9月2日公開（成人映画・映倫番号 15048）
- 『骨ぬき』 : 企画京城児、監督福田晴一、脚本伴照夫、主演美矢かほる、製作中央映画プロダクション、配給六邦映画、1967年9月12日公開（成人映画・映倫番号 15056） - 出演、74分の上映用プリントをNFCが所蔵
- 『おんな泣かせ』 : 監督酒匂真直、主演美矢かほる、製作・配給六邦映画、1967年10月24日公開（成人映画・映倫番号 15096） - 出演、66分の上映用プリントをNFCが所蔵

- 『女と男の味くらべ』 : 製作・監督高木丈夫、脚本本橋浩、主演檜みどり、製作ユニフィルム、1968年8月公開（成人映画・映倫番号 15463） - 出演・「安原」役
- 『好色マンション㊙室』 : 監督小川欽也、脚本津川京一、主演林美樹、製作・配給大蔵映画、1968年11月公開（成人映画・映倫番号 15594）
- 『濡れた乳房』 : 監督小川欽也、脚本中山浩二、主演中原かほる、製作・配給大蔵映画、1969年2月公開（成人映画・映倫番号 15767）
- 『肉欲の争奪』 : 監督小川欽也、脚本中山浩二・小川欽也、主演二条朱美、製作・配給大蔵映画、1969年4月公開（成人映画・映倫番号 15815）
- 『女極道色欲一代』 : 製作高橋征生、監督伊世亜夫、脚本団鬼六、主演里見孝二・水咲陽子、製作中川プロダクション、配給ミリオンフィルム、1969年5月公開（成人映画・映倫番号 15862） - 出演・「料亭の主人」役、68分の上映用プリントをNFCが所蔵
- 『愛奴（英語版）』 : 製作篠ノ井公平、監督羽仁進、脚本栗田勇・羽仁進、主演河原崎建三、製作創映プロダクション、配給松竹、1969年5月22日公開（映倫番号 15755） - 出演・「佐野」役
- 『狙われた濡れ肌』 : 監督小川欽也、脚本小田巻静夫、主演二条朱美、製作・配給大蔵映画、1969年6月公開（成人映画・映倫番号 15910）
- 『好色 きんちゃく切りの女』 : 製作・企画菜穂俊一、監督奥脇敏夫、主演馬場敬子、製作・配給ワールド映画、1969年7月7日審査・公開（成人映画・映倫番号 15975）
- 『生娘悶絶』 : 監督・脚本小川欽也、主演二条朱美、製作・配給大蔵映画、1969年9月公開（成人映画・映倫番号 16008）
- 『極道女子学生 処女無残』 : 製作高橋征生、監督淵野繁夫、脚本江藤兼吉、主演麻紀れい子、製作・配給シネフロント、1969年公開（成人映画・映倫番号 不明） - 出演・「智子の叔父豊三」役

### 1970年代
- 『セクシー・プラン』 : 監督小川欽也、脚本水谷一二三、助監督今井敏夫、主演武藤周作・辰巳典子、製作・配給大蔵映画、1970年8月公開（成人映画・映倫番号 16466） - 出演・「九条勝人」役
- 『浮気の四角関係』 : 監督小川欽也、脚本津川京一、助監督今井敏夫、主演杉夕子、製作・配給大蔵映画、1970年9月公開（成人映画・映倫番号 16503） - 出演・「小島」役
- 『いろ乃湯 裸女百態』（『いろの湯裸女百態』） : 監督・脚本秋山駿、主演真湖道代、製作・配給葵映画、1970年11月公開（成人映画・映倫番号 16584）
- 『いろ街あんま もみもみ商売』 : 監督・脚本秋山駿、主演高鳥和子、製作・配給葵映画、1970年12月公開（成人映画・映倫番号 16625）

- 『(秘)欲情物語 ボディー洗い』（『ボディ洗い』） : 製作馬場内弘、企画竜実、監督佐々木元、脚本池田正一、主演東祐里子、製作・配給日本シネマ、1971年11月公開（成人映画・映倫番号 16975） - 出演・「信平」役、67分の上映用プリントをNFCが所蔵

- 『㊙ナイトクラブの女高生』 : 製作原田博幸、企画・監督新船澄孝、脚本津村明彦、助監督中川亘、主演谷身知子、製作青年芸術映画協会、配給関東ムービー配給社、1972年2月公開（成人映画・映倫番号 17063） - 出演・「旅館の客」役
- 『淫風女子大寮』 : 監督小川欽也、脚本水谷一二三、主演杉村久美、製作・配給大蔵映画、1972年2月公開（成人映画・映倫番号 17070） - 出演・「中年A」役
- 『レズ&SM大百科』 : 製作馬場内弘、企画竜実、監督嵯峨泰彦、脚本池田正一、主演冨士ゆかり・杉村久美、製作日本シネマ、配給新東宝興業、1972年3月公開（成人映画・映倫番号 17112） - 出演、67分の上映用プリントをNFCが所蔵
- 『金髪ポルノ狂』 : 監督小川欽也、脚本津川京一、主演林美樹、製作・配給大蔵映画、1972年4月公開（成人映画・映倫番号 17157） - 出演・「立花(楠木の黒幕)」役
- 『セックス相談』 : 製作・監督小諸次郎、企画津島友孝、脚本池上昌夫、製作主任浜野佐知、主演国分二郎・北見マヤ、製作青年群像、配給ミリオンフィルム、1972年7月公開（成人映画・映倫番号 17273） - 出演・「?」役、66分の上映用プリントをNFCが所蔵
- 『女は愛に濡れる』 : 製作・企画菜穂登、監督小金井次郎、脚本池田正一、主演泉ユリ、製作ワールド映画、配給OP映画配給、1972年8月公開（成人映画・映倫番号 17303） - 出演・「萩原順作」役
- 『逆転セックス』 : 監督小川卓寛、脚本水谷一二三、主演林美樹、製作・配給大蔵映画、1972年9月公開（成人映画・映倫番号 17286） - 出演・「岡本順平(金貸し)」役
- 『(秘)女子高校生 恍惚のアルバイト』 : 企画・監督若松孝二、脚本出口出、主演早川みゆき、製作若松プロダクション、配給東映セントラルフィルム、1972年9月6日公開（成人映画・映倫番号 17340） - 出演・「老人」役

- 『悩殺のテクニック』 : 監督岸本恵一、脚本小針三郎、主演島江梨子、製作コーホーフィルム、配給ミリオンフィルム、1973年3月公開（成人映画・映倫番号 17488） - 出演、79分の上映用プリントをNFCが所蔵
- 『青春悲歌 夜の姿態』（『夜の姿態』） : 製作原田博幸、企画新船澄孝、監督南雲孝、脚本北沢順、主演森玲子、製作・配給ミリオンフィルム、1973年3月公開（成人映画・映倫番号 17521） - 出演・「吉野」役、76分の上映用プリントをNFCが所蔵
- 『痴漢クラブ 熱い肌の誘惑』（『熱い肌の誘惑』） : 製作・脚本小諸次郎、企画津島友孝、監督早坂紘、製作主任浜野佐知、主演泉ユリ、製作青年群像、配給ミリオンフィルム、1973年7月公開（成人映画・映倫番号 17719） - 出演・「岡村」役、64分の上映用プリントをNFCが所蔵

- 『乱淫の報酬』 : 監督左次郎、主演久我美穂子、製作東都映画、1975年6月公開（成人映画・映倫番号 18403）
- 『よがらせて別れる法』 : 監督小林正敬、主演津田知世、製作田園プロダクション、1975年7月公開（成人映画・映倫番号 18415）
- 『制服の好奇心』 : 監督松本千之、主演愛京子・橘ルミ子、製作和光映画、1975年8月公開（成人映画・映倫番号 18469）

- 『愛のコリーダ』 : 製作アナトール・ドーマン&若松孝二、監督・脚本大島渚、助監督崔洋一、主演松田英子・藤竜也、製作大島渚プロダクション・アルゴスフィルム、配給東宝東和、1976年10月16日公開（成人映画・映倫番号 34759） - 出演・「大宮先生」役
- 『少女縄化粧』（『少女繩化粧』） : 監督渡辺護、脚本渡辺護・高橋伴明、主演日野繭子、製作渡辺護組、配給新東宝興業、1979年6月公開（成人映画・映倫番号 19754） - 出演、61分の上映用プリントをNFCが所蔵
- 『愛のコリーダ2000』 : 2000年12月2日公開 - 出演・「大宮先生」役

## ビブリオグラフィ
国立国会図書館蔵書を中心とした一覧である。

### 雑誌論文等
- 「三田劇談會『わが家の幸福』『綠波の喜劇』」古川緑波・平塚廣雄・久保田万太郎・内村直也・小山祐士・大江良太郎・和木清三郎 : 『三田文学』第17巻第2号所収、三田文学会、1942年2月発行、p.86-95.
- 「アルプス温泉」平塚廣雄 : 『温泉』第20巻第3号所収、日本温泉協会、1952年3月発行、p.14-16.
- 「彌次喜多箱根の巻」平塚廣雄 : 『温泉』第20巻第11号所収、日本温泉協会、1952年11月発行、p.15-17.
- 「異色マニア座談会 われこそ性具コレクター」宇能鴻一郎・九重京司・吉村平吉 : 『小説宝石』第4巻第11号所収、光文社、1971年11月発行、p.276-282.
- 「温泉地のまつり散歩 竜王祭 鬼怒川・川治温泉」九重京司 : 『温泉』第40巻第4号通巻第446号所収、日本温泉協会、1972年4月発行、p.20-21.
- 「貴族院議員 東京府知事の子がピンク男優とは <人世劇場>名家の栄光に背を向けた九重京司の見事な人生」 : 『週刊文春』第14巻第34号通巻第689号所収、文藝春秋、1972年8月発行、p.136-139.
- 「北條政子の孔門石」九重京司 : 『温泉』第41巻第1号通巻第455号所収、日本温泉協会、1973年1月発行、p.30-31.
- 「岩本久則対談 性に彷徨した男の軌跡」九重京司 : 『小説club』第26巻第6号所収、桃園書房、1973年5月発行、p.88.
- 「特集 温泉地のまつり 稲取温泉どんつく祭」九重京司 : 『温泉』第41巻第8号通巻第462号所収、日本温泉協会、1973年8月発行、p.20-21.
- 「新連載 テント虫一代 -あるピンク男優の告白- 抱腹絶倒受合い、まあ、とにかくご一読を!」九重京司  : 『週刊文春』第17巻第6号通巻第814号所収、文藝春秋、1975年2月発行、p.102-105.
- 「好評新連載 テント虫一代 -あるピンク男優の人生- いよいよ快調!抱腹絶倒受け合います」九重京司 : 『週刊文春』第17巻第7号通巻第815号所収、文藝春秋、1975年2月発行、p.64-67.
- 「好評新連載 テント虫一代 -あるピンク男優の人生」九重京司 : 『週刊文春』第17巻第8号通巻第816号所収、文藝春秋、1975年2月発行、p.64-67.
- 「テント虫一代」九重京司 : 『週刊文春』第17巻第9号通巻第817号所収、文藝春秋、1975年2月発行、p.68-71.
- 「テント虫一代」九重京司 : 『週刊文春』第17巻第10号通巻第818号所収、文藝春秋、1975年3月発行、p.76-79.
- 「テント虫一代」九重京司 : 『週刊文春』第17巻第11号通巻第819号所収、文藝春秋、1975年3月発行、p.74-77.
- 「テント虫一代」九重京司 : 『週刊文春』第17巻第12号通巻第820号所収、文藝春秋、1975年3月発行、p.74-77.
- 「テント虫一代」九重京司 : 『週刊文春』第17巻第13号通巻第821号所収、文藝春秋、1975年3月発行、p.74-77.
- 「テント虫一代」九重京司 : 『週刊文春』第17巻第15号通巻第823号所収、文藝春秋、1975年4月発行、p.58-61.
- 「テント虫一代」九重京司・山下勇三 : 『週刊文春』第17巻第16号通巻第824号所収、文藝春秋、1975年4月発行、p.52-55.
- 「テント虫一代」九重京司・山下勇三 : 『週刊文春』第17巻第17号通巻第825号所収、文藝春秋、1975年4月発行、p.54-57.
- 「テント虫一代」九重京司・山下勇三 : 『週刊文春』第17巻第18号通巻第826号所収、文藝春秋、1975年4月発行、p.50-53.
- 「テント虫一代」九重京司 : 『週刊文春』第17巻第19号通巻第827号所収、文藝春秋、1975年5月発行、p.70-73.
- 「テント虫一代」九重京司 : 『週刊文春』第17巻第20号通巻第828号所収、文藝春秋、1975年5月発行、p.68-71.
- 「テント虫一代」九重京司 : 『週刊文春』第17巻第21号通巻第829号所収、文藝春秋、1975年5月発行、p.50-53.
- 「テント虫一代」九重京司 : 『週刊文春』第17巻第22号通巻第830号所収、文藝春秋、1975年5月発行、p.72-75.
- 「テント虫一代」九重京司・山下勇三 : 『週刊文春』第17巻第23号通巻第831号所収、文藝春秋、1975年6月発行、p.62-65.
- 「テント虫一代」九重京司・山下勇三 : 『週刊文春』第17巻第24号通巻第832号所収、文藝春秋、1975年6月発行、p.68-71.
- 「テント虫一代」九重京司・山下勇三 : 『週刊文春』第17巻第25号通巻第833号所収、文藝春秋、1975年6月発行、p.84-87.
- 「テント虫一代」九重京司・山下勇三 : 『週刊文春』第17巻第26号通巻第834号所収、文藝春秋、1975年6月発行、p.56-59.
- 「マツタケを立てる法」九重京司(俳優) : 『現代』第11巻第12号所収、講談社、1977年12月発行、p.382-387.
- 「新連載! 艶談・女のまんげ鏡」九重京司 : 『宝石』第7巻第7号所収、光文社、1979年7月発行、p..108.
- 「艶談・女のまんげ鏡」九重京司 : 『宝石』第7巻第8号所収、光文社、1979年8月発行、p.120.
- 「艶談・女のまんげ鏡」九重京司 : 『宝石』第7巻第9号所収、光文社、1979年9月発行、p.120.
- 「艶談・女のまんげ鏡」九重京司 : 『宝石』第7巻第10号所収、光文社、1979年10月発行、p.126.
- 「艶談・女のまんげ鏡 - 三人娘の色模様の巻」九重京司 : 『宝石』第7巻第11号所収、光文社、1979年11月発行、p.242.
- 「艶談・女のまんげ鏡 - 両女一男性交法」九重京司 : 『宝石』第7巻第12号所収、光文社、1979年12月発行、p.120.
- 「艶談・女のまんげ鏡」九重京司 : 『宝石』第8巻第1号所収、光文社、1980年1月発行、p.248.
- 「艶談・女のまんげ鏡」九重京司 : 『宝石』第8巻第4号所収、光文社、1980年4月発行、p.306.
- 「艶談・女のまんげ鏡」九重京司 : 『宝石』第8巻第8号所収、光文社、1980年8月発行、p.146.
- 「艶談・女のまんげ鏡」九重京司 : 『宝石』第8巻第10号所収、光文社、1980年10月発行、p.232.
- 「山本晋也の艶笑対談(8)むかし『ポルノ俳優』いま『性の権威』の風流談議」九重京司 : 『週刊サンケイ』第30巻第56号通巻第1691号所収、サンケイ出版、1981年11月発行、p.156.

### 単著
- 『花の戦記』、丹青書房、1943年発行 - 「平塚広雄」名義
- 『ふるさとの性神 現代に生き続ける奇習珍祭の集大成』、双葉社、1976年発行
- 『てんと虫狂騒曲 非政治的人間の性事的考察』、西田書店、1977年7月発行
- 『性神』、トラベル・メイツ社、1978年発行
- 『にっぽんの性神』、けいせい出版、1981年5月発行